# Planosol

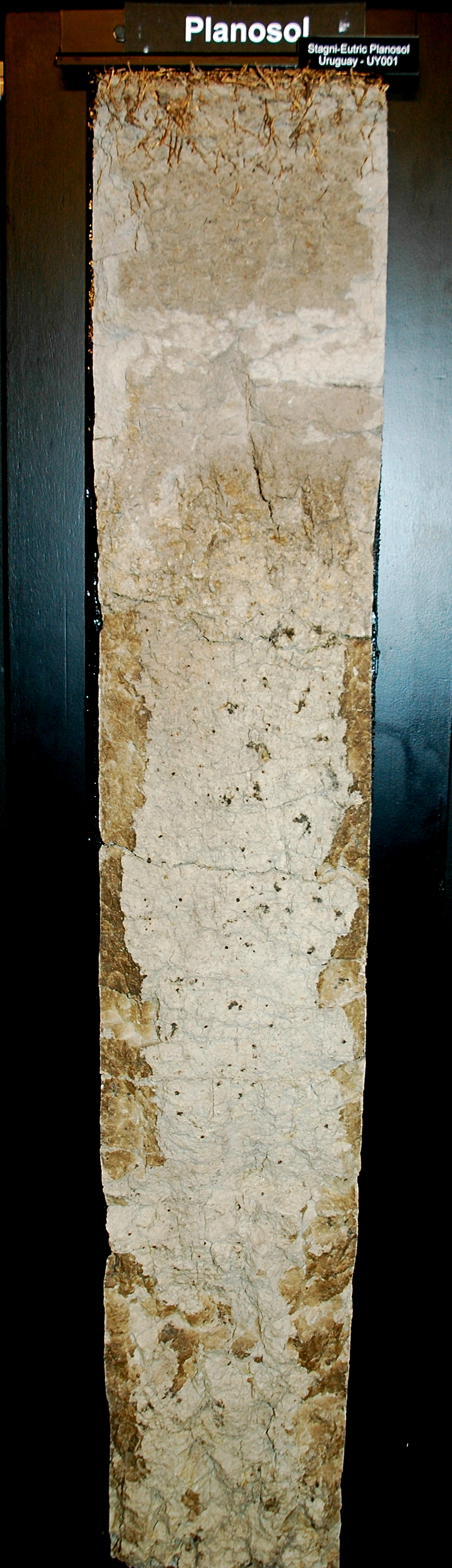
Perfil de suelo de un Planosol éutrico

Un Planosol en la Base de Referencia Mundial para los Recursos Suelos (WRB) es un suelo con un horizonte superficial de color claro y textura gruesa que muestra signos de estancamiento periódico de agua y se superpone abruptamente a un subsuelo denso y lentamente permeable con significativamente más arcilla que el horizonte superficial del suelo. En la Clasificación de suelos de EE. UU. de 1938 se utiliza el nombre Planosoles, mientras que su sucesora, la taxonomía de suelos del USDA, incluye la mayoría de los Planosoles en los grandes grupos Albaqualfs, Albaquults y Argialbolls.

## Caracterización
Estos suelos se encuentran típicamente en tierras planas estacionalmente inundadas. Se encuentran principalmente en regiones subtropicales y templadas, semiáridas y subhúmedas. Los planosoles se forman principalmente en depósitos arcillosos aluviales y coluviales. La estratificación geológica y/o un proceso pedogenético de destrucción y eliminación de arcilla ha dado como resultado que el suelo superficial de textura relativamente gruesa y color claro se superponga abruptamente a un subsuelo de textura más fina; La percolación de agua impedida hacia abajo provoca condiciones reductoras temporales con un patrón de color estágnico, al menos cercano al cambio de textura abrupto.

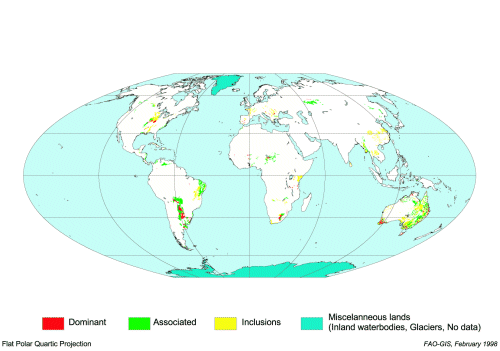
Distribución de Planosoles

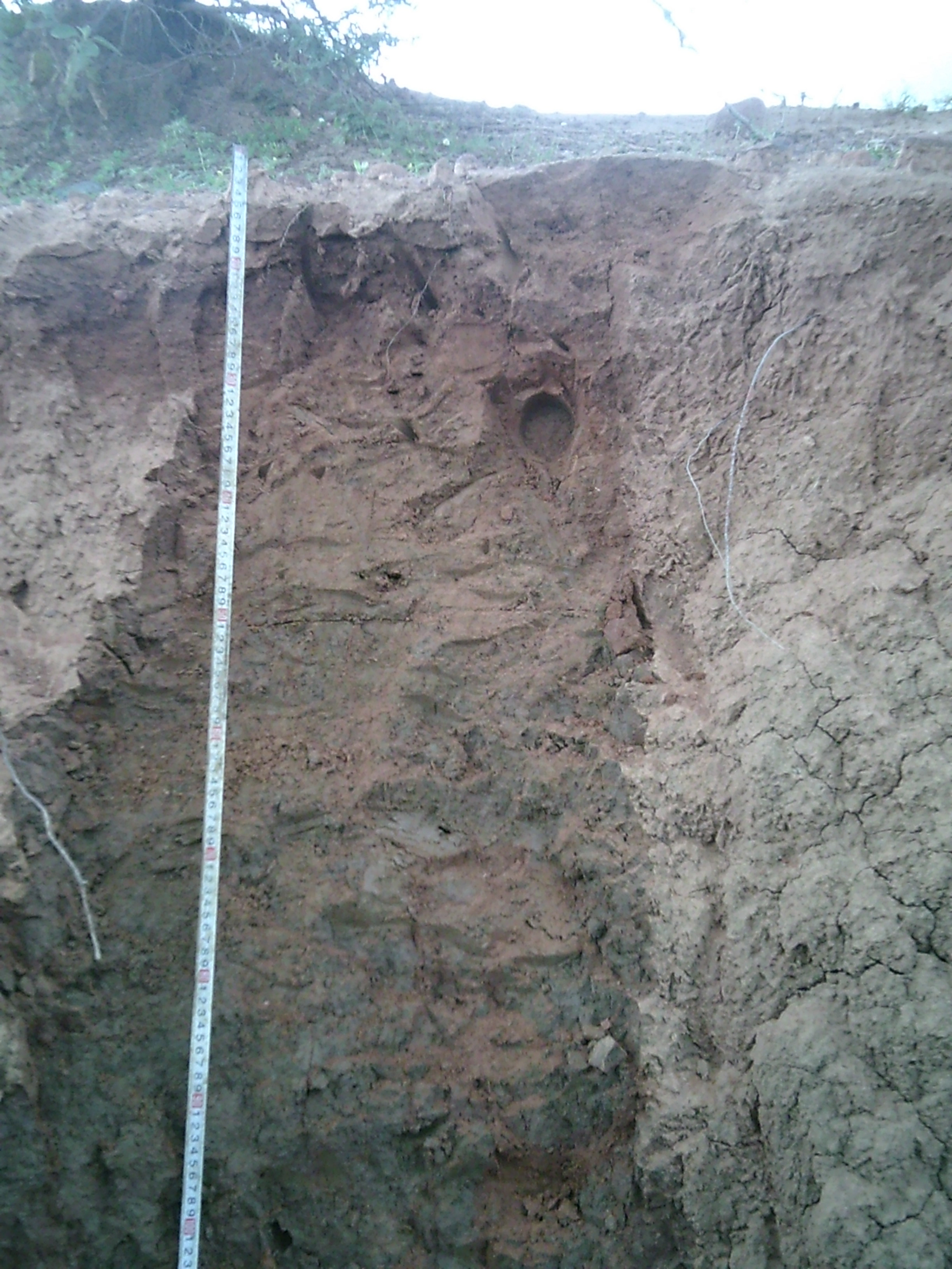
Perfil de Haplic Planosol cerca de Abiy Addi en Etiopía

## Servicios Ecosistémicos
Los planosoles en su estado natural sustentan una escasa vegetación herbácea, a menudo con arbustos y árboles dispersos que tienen sistemas de raíces poco profundos que pueden hacer frente al anegamiento temporal. El uso de la tierra agrícola es normalmente menos intensivo que el de la mayoría de los demás suelos en las mismas condiciones climáticas. Vastas áreas de Planosoles se utilizan para pastoreo extensivo. La producción de madera en los Planosoles es mucho menor que en otros suelos en las mismas condiciones.
En la zona templada estos suelos son principalmente de pastos o de cultivos como el trigo y la remolacha azucarera. Los rendimientos son modestos incluso en suelos drenados y profundamente sueltos. El desarrollo de las raíces en Planosoles naturales no modificados se ve gravemente obstaculizado por la deficiencia de oxígeno en los períodos húmedos, el subsuelo denso y, en algunos lugares, por los niveles tóxicos de aluminio en la zona de las raíces. En los planosoles del sudeste asiático se plantan ampliamente arroz en arrozales. Otros cultivos tuvieron poco éxito. Se necesitan fertilizantes para obtener buenos rendimientos. En climas con largos períodos secos y breves períodos húmedos poco frecuentes, el mejor uso de la tierra son los pastizales. Es mejor dejar intactos los planosoles fuertemente desarrollados con una superficie de suelo muy limosa o arenosa.

## Ubicación
Los planosoles cubren aproximadamente 130 millones de hectáreas en el mundo. Las principales áreas con Planosoles se encuentran en regiones subtropicales y templadas con una clara alternancia de estaciones húmedas y secas, como en América del Sur (Uruguay, noreste de Argentina, Paraguay, este de Bolivia, la pampa brasileña, el Pantanal mato-grossense y noreste de Brasil), África (Sahel, África oriental y África meridional), el este de los Estados Unidos, Sudeste Asiático (Bangladesh y Tailandia) y Australia.